# Колташево
Колташëво — село в Кетовском районе Курганской области России. Административный центр Колташëвского сельсовета.

## География
Село находится в центральной части области, в пределах юго-западной части Западно-Сибирской равнины, в лесостепной зоне, к северу от автодороги Р254, на расстоянии примерно 21 километра (по прямой) к северо-востоку от села Кетова, административного центра района. Абсолютная высота — 100 метров над уровнем моря.
Климат
Климат характеризуется как резко континентальный, с холодной продолжительной малоснежной зимой и тёплым сухим летом. Среднегодовая температура — −1 °C. Средняя температура воздуха самого холодного месяца (января) составляет −17,9 °C (абсолютный минимум — −49,7 °С); самого тёплого месяца (июля) — 19,3 °C (абсолютный максимум — 40,5 °С). Безморозный период длится 117 дней. Годовое количество атмосферных осадков — 329 мм, из которых 229 мм выпадает в период с мая по сентябрь. Продолжительность периода с устойчивым снежным покровом равна 145 дням.

## Население
| 1989 | 2002  | 2010  |
| ---- | ----- | ----- |
| 1146 | ↘1144 | ↗1184 |

Гендерный состав
По данным Всероссийской переписи населения 2010 года в гендерной структуре населения мужчины составляли 47,7 %, женщины — соответственно 52,3 %.
Национальный состав
Согласно результатам Всероссийской переписи населения 2002 года, в национальной структуре населения русские составляли 95 %.